# Arctia flavoabdominalis
Arctia flavoabdominalis är en fjärilsart som beskrevs av Lorez 1904. Arctia flavoabdominalis ingår i släktet Arctia och familjen björnspinnare. Inga underarter finns listade i Catalogue of Life.